# Fauteuil limousin
Le fauteuil Limousin, parfois appelé fauteuil Le Corbusier, est un fauteuil en vannerie de châtaignier fabriqué artisanalement dans le département français de la Haute-Vienne.
Sa structure est faite à partir de tiges de chataignier passées par une étuve pour les assouplir. Le dossier et l'assise sont réalisés par l'entrelacement d'éclisses, des lamelles du pied du châtaignier. Hors étuve, le bois ne subit aucun traitement chimique, et aucune colle, ni clous ne sont utilisés, seulement des agrafes.

## Histoire
Le fauteuil est fabriqué à partir du milieu du XIXe siècle chez les paysans du sud-ouest de la Haute-Vienne, dans le Limousin, pour un usage local. Le travail du bois de châtaignier est alors une activité importante dans la région. Au début du XXe siècle, plus de 5000 personnes en vivaient ou complétaient leurs revenus , en fabriquant piquets de vigne, casiers de pêche ou tonneaux en tige…
Des fauteuils du Limousin sont vendus aux Magasins réunis à Paris dans les années 1950. En visite dans la région, l'architecte et désigneuse Charlotte Perriand, proche de Le Corbusier, en aurait rapporté quelques exemplaires (où les aurait simplement découverts à Paris), popularisant ce fauteuil dans le monde de l'art et du design parisien. Dans les années 1970, il y avait une vingtaine d'artisans le fabricant contre un seul aujourd'hui (2023), à La Chapelle-Montbrandeix.